# E73

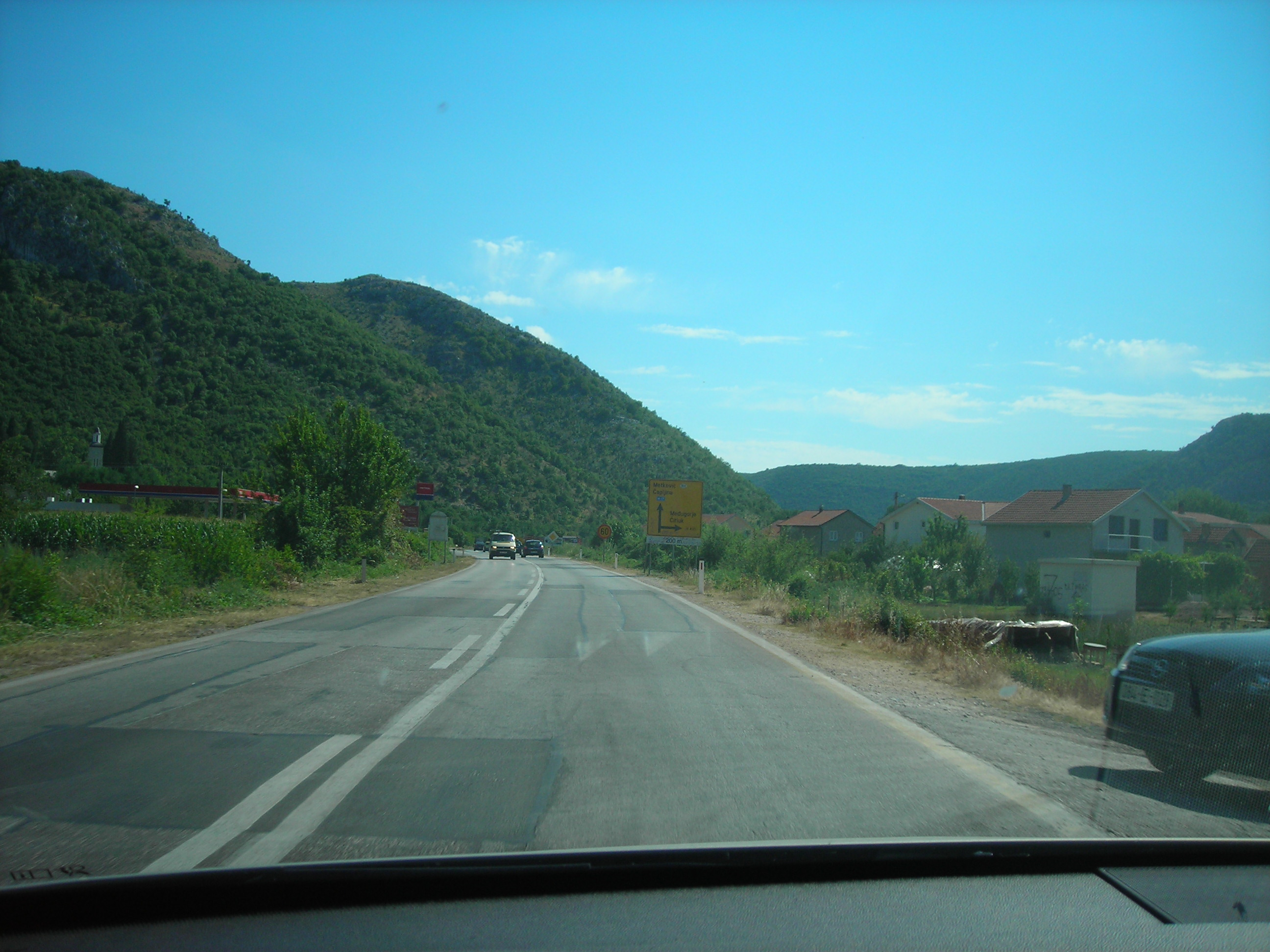
E73 söder om Mostar, Bosnien och Hercegovina.

E73 (Korridor Vc) genom Bosnien och Hercegovina.

Europaväg 73 (även Korridor Vc) är en 710 km lång europaväg som börjar i Budapest i Ungern, går via nordöstra Kroatien och via Bosnien och Hercegovina. Den slutar nära kusten vid Metković i sydöstra Kroatien.

## Sträckning[1]
Budapest - Szekeszárd - Mohács - (gräns Ungern-Kroatien) - Osijek - Đakovo - (gräns Kroatien-Bosnien & Hercegovina) - Šamac - Zenica - Sarajevo - Mostar - (gräns Bosnien & Hercegovina-Kroatien) - Metković

## Standard
E73 är till största del landsväg även om stora delar av sträckan i synnerhet i Kroatien och Ungern är motorväg. I Bosnien och Hercegovina har motorvägen nummer A1, i Kroatien nummer A5 och A10 och i Ungern M6.

## Anslutningar
| - E75 - E70 - E661 |  | - E761 gemensam sträcka - E762 - E65 |